# Отреченский сельсовет
Отреченский сельсовет — сельское поселение в Чановском районе Новосибирской области Российской Федерации.
Административный центр — село Отреченское.

## История
Статус и границы сельского поселения установлены Законом Новосибирской области от 2 июня 2004 года № 200-ОЗ «О статусе и границах муниципальных образований Новосибирской области»

## Население
| 2002 | 2010 | 2012 | 2013 | 2014 | 2015 | 2016 |
| ---- | ---- | ---- | ---- | ---- | ---- | ---- |
| 900  | ↘796 | ↘767 | ↘737 | ↘716 | ↘698 | ↘691 |
| 2017 | 2018 | 2019 | 2020 | 2021 |      |      |
| ↘677 | ↘663 | ↘650 | ↘630 | ↘582 |      |      |

## Состав сельского поселения
| № | Населённый пункт  | Тип населённого пункта       | Население |
| - | ----------------- | ---------------------------- | --------- |
| 1 | Аялу              | аул                          | ↘76       |
| 2 | Двуозерный        | посёлок                      | ↘81       |
| 3 | Новоалександровка | деревня                      | ↘39       |
| 4 | Нововасильевский  | посёлок                      | ↘86       |
| 5 | Отреченское       | село, административный центр | ↘514      |